# بردا ای.۷
بردا ای. ۷ (به انگلیسی: Breda_A.7) یک هواگرد ملخ‌پیشین تک‌موتوره از نوع شناسایی ساخت شرکت Breda است. این هواگرد در سال ۱۹۲۹ میلادی رسماً معرفی گردید. در مجموع، تعداد 14, plus 1 A.۱۶ فروند از این هواگرد ساخته شده‌است.